# Parafia Podwyższenia Krzyża Świętego w Russian Mission
Parafia Podwyższenia Krzyża Świętego – parafia prawosławna w Russian Mission, w dekanacie Russian Mission diecezji Alaski Kościoła Prawosławnego w Ameryce.
Wioska nazwana później Russian Mission została założona ok. 1836 przez członków rosyjskiej misji prawosławnej na Aleutach i Alasce. W 1849 ks. Jakub Niecwietow wzniósł w niej pierwszą cerkiew; miejscowość stanowiła jego stałe miejsce zamieszkania, skąd udawał się na misje do miejscowej ludności aleuckiej. Przed budową cerkwi nabożeństwa odbywały się w namiocie. Część jego wyposażenia do dziś znajduje się w świątyni, która według parafian jest piątą z kolei cerkwią w Russian Mission (wzniesiona w 1997). Wspólnota prawosławna Russian Mission liczy ok. 300 osób, co stanowi zdecydowaną większość mieszkańców miejscowości.